# Pont de Real (Valence)
 (juin 2024).
La mise en forme du texte ne suit pas les recommandations de Wikipédia : il faut le « wikifier ».
Les points d'amélioration suivants sont les cas les plus fréquents. Le détail des points à revoir est peut-être précisé sur la page de discussion.
- Les titres sont pré-formatés par le logiciel. Ils ne sont ni en capitales, ni en gras.
- Le texte ne doit pas être écrit en capitales (les noms de famille non plus), ni en gras, ni en italique, ni en « petit »…
- Le gras n'est utilisé que pour surligner le titre de l'article dans l'introduction, une seule fois.
- L'italique est rarement utilisé : mots en langue étrangère, titres d'œuvres, noms de bateaux, etc.
- Les citations ne sont pas en italique mais en corps de texte normal. Elles sont entourées par des guillemets français : « et ».
- Les listes à puces sont à éviter, des paragraphes rédigés étant largement préférés. Les tableaux sont à réserver à la présentation de données structurées (résultats, etc.).
- Les appels de note de bas de page (petits chiffres en exposant, introduits par l'outil «  Source ») sont à placer entre la fin de phrase et le point final[comme ça].
- Les liens internes (vers d'autres articles de Wikipédia) sont à choisir avec parcimonie. Créez des liens vers des articles approfondissant le sujet. Les termes génériques sans rapport avec le sujet sont à éviter, ainsi que les répétitions de liens vers un même terme.
- Les liens externes sont à placer uniquement dans une section « Liens externes », à la fin de l'article. Ces liens sont à choisir avec parcimonie suivant les règles définies. Si un lien sert de source à l'article, son insertion dans le texte est à faire par les notes de bas de page.
- La présentation des références doit suivre les conventions bibliographiques. Il est recommandé d'utiliser les modèles {{Ouvrage}}, {{Chapitre}}, {{Article}}, {{Lien web}} et/ou {{Bibliographie}}. Le mode d'édition visuel peut mettre en forme automatiquement les références.
- Insérer une infobox (cadre d'informations à droite) n'est pas obligatoire pour parachever la mise en page.

Pour une aide détaillée, merci de consulter Aide:Wikification.
Si vous pensez que ces points ont été résolus, vous pouvez retirer ce bandeau et améliorer la mise en forme d'un autre article.
 (avril 2025).
Le contenu est difficilement compréhensible vu les erreurs de traduction, qui sont peut-être dues à l'utilisation d'un logiciel de traduction automatique.
Le Pont du Real (en catalan : Pont del Real, en espagnol : Puente del Real) est un pont de la ville de Valence, sur l'ancien lit de la rivière Turia et qui permettait d'accéder de l'ancien Palais du Real à la ville, près de la Citadelle de Valence. Son style architectural est le gothique valencien.

## Histoire
La première référence documentaire dont nous disposons à l'existence d'un pont à cet endroit est une lettre datée du 16 octobre 1321 et une lettre adressée par les jurys de la ville au roi Jacques II parlant d'une avenue qui a ruiné certaines arches du pont du Real et de Serranos.

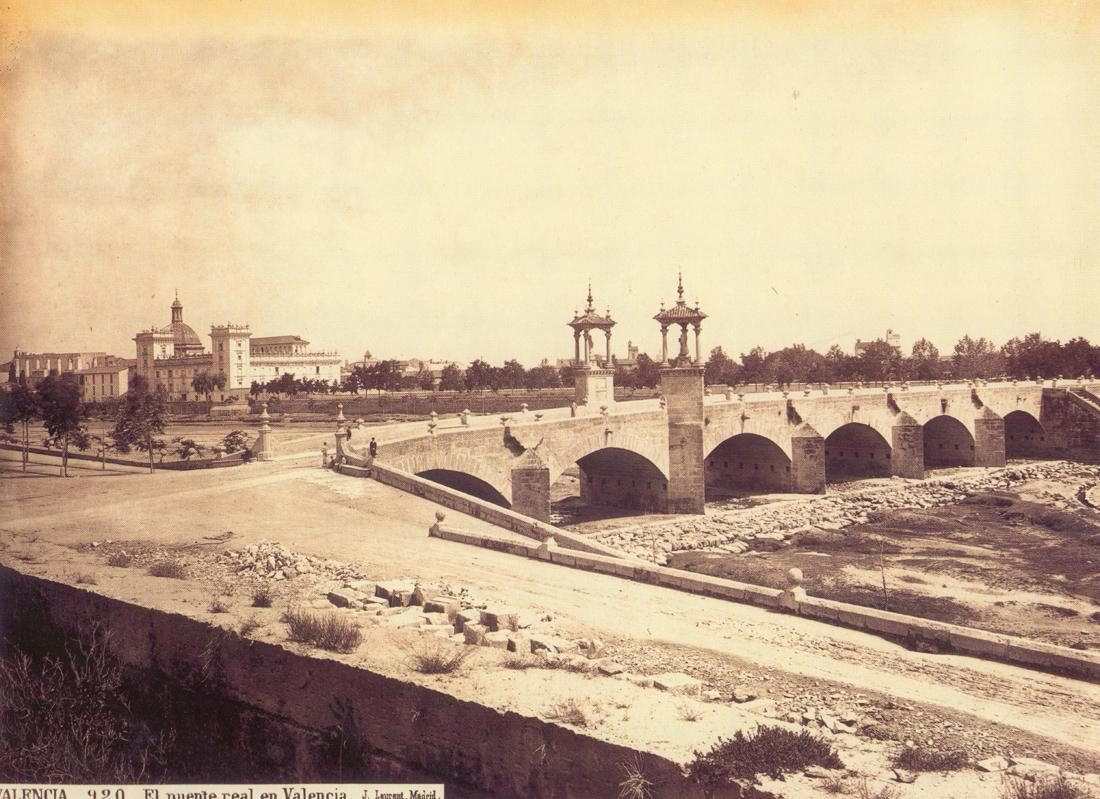
Pont du réel en 1870.

Peu de villes espagnoles disposent de défenses fluviales comparables aux parapets de la rivière Turia qui traverse Valence. Ils ont été construits par la Fàbrica de Murs y Valls (Usine de Murs et Valladares) d'abord, puis par la Fábrica Nova del Riu (Nouvelle Usine de la Rivière) à partir de 1590, pour protéger la ville des inondations périodiques du Turia. Tous deux étaient des entités provinciales chargées de prendre soin des murs, fortifications, vallées et autres canaux, ainsi que de collecter certaines taxes pour leur entretien.
Tout au long du XVIe siècle, trois nouveaux ponts en pierre seront construits : le pont Serranos (1518), le pont Mar (1596) et le pont Puente del Real (1590). Parallèlement, seront construits les meilleurs parapets le long de la rive du fleuve, principalement en pierre de taille (plus tard ils seront en maçonnerie), pleins d'ornements sobres sur les garde-corps, les rampes, les escaliers...
L'actuelle Puente del Real est celle qui fut reconstruite en 1589. La grande inondation de 1517 l'avait emportée auparavant, et en août 1528 elle s'effondra, en partie à cause du poids de la foule immense qui allait se rassembler pour voir l'arrivée de l'empereur Charles Quint.
Le pont fut rapidement achevé en 1598, pour le mariage de Philippe III avec l'archiduchesse Marguerite d'Autriche. Au même moment, la porte du Temple ou Bab el Shadchar était fermée et la nouvelle Porte Royale s'ouvrirait. Actuellement, une réplique (l'original a été démolie en 1868) peut être vue sur la place Puerta de la Mar à Valence.
Le Puente del Real reliait l'un des quartiers les plus importants de la ville, avec le Palais Royal, ses jardins et le Paseo del Prado (aujourd'hui Alameda).

## Données architecturales
Construit en maçonnerie de pierre de taille, il est composé de dix arcs, sa silhouette est soulignée par de soigneux avant-bras triangulaires, sur deux desquels s'élèvent des minuments (payés par l'archevêque Tomás de Rocabertí en 1682), abritant les images de San Vicente Ferrer. et San Vicente Mártir, réalisé par Lleonart Esteve. En 1936, ils furent démolis et ceux d'aujourd'hui sont des répliques des originaux de (Carmelo Vicent le premier et José Esteve Bonete l'autre). Elles ont été restaurées en 2016, faisant ressortir le contraste chromatique des pierres perdues à cause de la pollution.
- Saint Vicent Ferrier (traduit de l'espagnol) :

« Le Sénat et le peuple de Valence. Terminé le 18 du mois de février de l'an du Seigneur 1598 en l'honneur et la grâce de Felipe [III] roi d'Espagne et des Indes, lorsqu'il vint à Valence pour contracter mariage avec Marguerite d'Autriche. Envoyé Dimas Pardo, premier jury des chevaliers : Cristòfol de la Torre, chanoine de Valence, ouvrier du bras ecclésiastique (de la Fàbrica Nova de Murs i Valls) ; Francisco March, premier jury de citoyens, ouvrier du bras royal : Pedro Luis Salvador, ouvrier du bras militaire : Pere Lluís Almunia, chevalier : Miguel Casanova : Marcos Ruiz de la Bárcena : Tomàs Torruvio, citoyens, jurés : Jaume Bertran, citoyen , travailleur, rationnel » (Le Sénat et le peuple de Valence. Il fut achevé le 18 février de l'an du Seigneur 1598 en l'honneur et la grâce de Felipe [III], roi d'Espagne et d'Inde, lorsqu'il vint à Valence pour se marier. Margarita Being Dimas Pardo, jurado primero de los caballeros : Cristóval de la Torre, chanoine de Valence, ouvrier du bras ecclésiastique (de la Fábrica Nueva de Muros y Valladares) Francisco March, jurado primero de los ciudadanos, obrero por el brazo real ; : Pedro Luis Salvador, ouvrier du bras militaire : Pedro Luis Almunia, chevalier : Miguel Casanova : Marcos Ruiz de la Bárcena : Tomás Torruvio, citoyens, jurés : Jaime Bertrán, citoyen, travailleur, rationnel. »

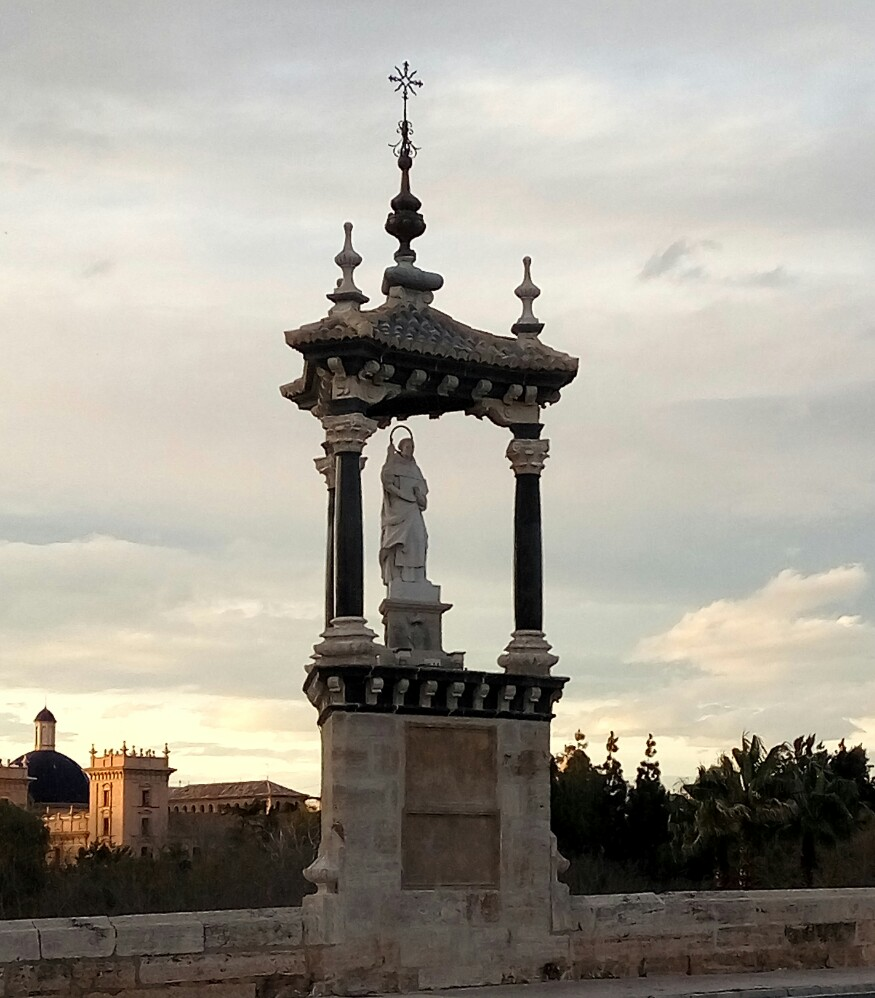
Monument de Saint Vicent Ferrier, après la restauration de 2016.

Sous les casilices, vous pouvez lire :
- San Vincent (Martyr) (Traduit de l'espagnol) :

« Le Sénat et le peuple de Valence. Terminées les images des deux Vincent, Martyr et Ferrer comme preuve de l'honneur et du respect que le Royaume de Valence continue de payer à ses patrons : étant, Francisco Vallebrera, jury, premier des chevaliers : M. Jeroni Ferrer, chevalier du 'Ordre de Santiago, ouvrier, ecclésiastique : Francisco March, premier jury de citoyens et administrateur : Carlos Valero, patricien, ouvrier du bras militaire : Miquel Joan Casanova, Juan Granada, Francesc Jeroni Mascarell, jurés, citoyens : Marcos Ruiz de Bárcena, rationnel de la ville, travailleur. Jour 18 de février 1603 (Le Sénat et le peuple de Valence. Les images des deux Vicentes, Martir et Ferrer ont été achevées, preuve de l'honneur et du respect que le Royaume de Valence continue de rendre à ses patrons : siendo, Francisco Vallebrera, jurado , primero des chevaliers : el Señor Gerónimo Herrero, chevalier de l'Ordre de Santiago, ouvrier, ecclésiastique : Francisco March, jurado primero de ciudadanos y syndico : Carlos Valero, patricien, ouvrier du bras militaire : Miguel Juan Casanova, Juan Granada, Francisco Gerónimo Alcatraz, jurados, ciudadanos : Marcos Ruiz de Bárcena, racional de la ciudad, ouvrier le 18 février 1603"). »

En 1968, il fut élargi à vingt-six mètres, supprimant l'escalier qui descendait au lit. Si l'extension a été réalisée en préservant son style et sa riche ornementation baroque - socles, entrées, banquettes et canapés sur corbeaux, boutons... - sa disposition et ses proportions ont été modifiées.